# Ajim
Ajim (àrab: أَجِيم, Ajīm o آجِيم, Ājīm) és una ciutat de la costa sud-oest de l'illa de Gerba, a la governació de Médenine, a Tunísia, enfront de Jorf (a uns 2.500 metres). Dos vaixells uneixen contínuament la ciutat amb el continent. El canal que la separa del continent és conegut com a canal d'Ajim (distància 2,5 km, profunditat 16 m). És probablement l'antiga Tipasa romana.
És capital de la delegació de Djerba Ajim, amb una població de 24.340 habitants (2004). El municipi té pràcticament la mateixa població, 24.166, però la ciutat estrictament en té uns quinze mil.

## Economia
Es tracta d'una ciutat completament turística. Antigament, es podien trobar polps i esponges a la venda quan la població era de menys de dos mil habitants, però avui dia té l'aspecte de qualsevol ciutat turística. A la rodalia, hi ha el palmeral més important de l'illa, però els seus dàtils són de mala qualitat a causa de la humitat del clima mediterrani.

## Patrimoni
A uns 3 km al nord, hi ha la casa d'Obi-Wan Kenobi del film La Guerra de les Galàxies; la cantina de la pel·lícula és just a la sortida de la ciutat, a la carretera, tot i que passa desapercebuda.

## Administració
Actua de capital de la municipalitat o baladiyya de Djerba Ajim, amb codi geogràfic 52 17 (ISO 3166-2:TN-12), de la qual constitueix unes de les dues circumscripcions o dàïres, amb codi 52 17 11.
També actua de capital de la delegació o mutamadiyya de Djerba Ajim, amb codi geogràfic 52 58, i dona noma a un dels seus sectors o imades (52 58 51).